# اتفاق بيشاور
في 24 أبريل 1992، أُعلن اتفاق بيشاور من قِبل عدد من أحزاب المجاهدين الأفغان، ولكن ليس جميعها. كان غلبدين حكمتيار، زعيم «الحزب الإسلامي»، قد عارض منذ مارس 1992 هذه المحاولات لتشكيل حكومة ائتلافية.
أعلن الاتفاق عن إنشاء حكومة انتقالية أفغانية تُدعى «دولة أفغانستان الإسلامية»، لتبدأ عملها في 28 أبريل 1992. ومع ذلك، بسبب تنافس القوى المتصارعة على السلطة الكاملة، كانت تلك الحكومة الانتقالية مشلولة منذ البداية.
في 26 أبريل 1992، وافقت أحزاب المجاهدين الأفغان المجتمعة في بيشاور، باكستان، على إعلان مجلس قيادي يضمن بقاء سلطات جزئية لقادة الأحزاب تحت رئاسة انتقالية لصبغة الله مجددي (زعيم ديني)، والذي سيشغل المنصب من 28 أبريل إلى 28 يونيو 1992. بعد ذلك، سيتولى برهان الدين رباني، زعيم «جمعية الإسلامية»، منصب الرئيس الانتقالي حتى 28 أكتوبر. وكان من المقرر في عام 1992 أن تُصادق شورى وطنية على دستور مؤقت وتختار حكومة انتقالية لمدة ثمانية عشر شهرًا، يعقبها إجراء انتخابات. وفي إطار «اتفاق بيشاور»، تم تعيين أحمد شاه مسعود وزيرًا للدفاع في حكومة مجددي.

## تاريخيًا
في أبريل 1992، لم تعد الحكومة الشيوعية الأفغانية المدعومة من السوفييت، بقيادة محمد نجيب الله، قادرة على الصمود أمام المجاهدين الأفغان. تمكنت قوات أحمد شاه مسعود، المتحالفة مع إسماعيليي سيد منصور وقوات الجنرال الشيوعي السابق عبد الرشيد دوستم، من السيطرة على قاعدة بغرام الجوية الرئيسية، التي تبعد سبعين كيلومترًا شمال كابول. عمل كبار الجنرالات والمسؤولين الشيوعيين في إدارة نجيب الله كسلطة انتقالية لتسليم السلطة إلى تحالف أحمد شاه مسعود. دعت السلطات الانتقالية في كابول مسعود لدخول العاصمة كزعيم جديد للدولة، لكنه رفض الدخول. أمر مسعود قواته المتمركزة شمال كابول بعدم دخول العاصمة حتى يتم التوصل إلى حل سياسي. ودعا قادة الأحزاب الرئيسيين المقيمين في المنفى في بيشاور للعمل على تسوية سياسية مقبولة لجميع الأطراف.
وفي الوقت نفسه، بدأت فصائل مجاهدين أخرى بالتقدم نحو العاصمة كابول من جهات مختلفة: حزب الإسلامي بقيادة غلبدين حكمتيار من الجنوب، والاتحاد الإسلامي بقيادة عبد رب الرسول سياف من الغرب، وحزب الوحدة بقيادة عبد العلي مزاري أيضًا من الغرب، وحزب الإسلامي (خالص) من الشرق.
قررت الأطراف الدولية، بما في ذلك الأمم المتحدة ومعظم الأحزاب السياسية الأفغانية، تعيين حكومة وطنية شرعية تخلف الحكم الشيوعي، من خلال تسوية بين الأحزاب المقاومة المختلفة. بينما كان قادة الأحزاب الخارجية يجتمعون في بيشاور، كانت الأوضاع العسكرية حول كابول بين القادة الميدانيين متوترة. دعم مسعود عملية بيشاور لتأسيس حكومة ائتلافية شاملة، بينما كان حكمتيار يسعى ليصبح الحاكم الوحيد لأفغانستان، مصرحًا: «في بلدنا، الحكومة الائتلافية مستحيلة، لأنها ستكون ضعيفة وغير قادرة على تحقيق الاستقرار في أفغانستان». رد مسعود قائلًا: «شاركت جميع الأحزاب في الحرب والجهاد في أفغانستان، لذلك كان عليها الحصول على نصيبها في الحكومة وتشكيلها. تتألف أفغانستان من قوميات مختلفة، وكنا قلقين من اندلاع صراع قومي بين القبائل والقوميات المختلفة. لمنح الجميع حقوقهم ولتجنب إراقة الدماء في كابول، تركنا الأمر للأحزاب لتقرر مستقبل البلاد ككل. تحدثنا عن مرحلة مؤقتة، وبعد ذلك يجب التمهيد لإجراء انتخابات عامة».
سجلت إحدى الاتصالات الإذاعية بين الزعيمين الفجوة بينهما، وقال مسعود لحكمتيار: «نظام كابول مستعد للاستسلام، لذلك بدلًا من القتال، علينا الاجتماع... القادة يجتمعون في بيشاور... يجب أن تدخل القوات كابول لاحقًا كجزء من الحكومة». رد حكمتيار: «سنتقدم إلى كابول بسيوفنا العارية. لا أحد يستطيع إيقافنا... لماذا يجب أن نجتمع بالقادة؟» فأجاب مسعود: «يبدو لي أنك لا تريد الانضمام إلى القادة في بيشاور ولا إيقاف تهديدك، وأنك تخطط لدخول كابول... في هذه الحالة، يجب أن أدافع عن الشعب».
حتى أسامة بن لادن، الذي عمل بشكل وثيق مع حكمتيار في بيشاور، نصح حكمتيار بـ«العودة إلى إخوتك» وقبول التسوية مع الأحزاب المقاومة الأخرى. لكن حكمتيار رفض، واثقًا من قدرته على الاستحواذ على السلطة في أفغانستان بمفرده.